# Белия камък (квартал на Кюстендил)
Вижте пояснителната страница за други значения на Белия камък.
„Белия камък“ е квартал в град Кюстендил.

## Разположение и граници
Квартал „Белия камък“ се намира в източната част на Кюстендил, от двете страни на Дупнишко шосе.

## Обществени институции и инфраструктура
В квартала преобладават еднофамилни и многофамилни многоетажни тухлени сгради. В квартала се намират също административната сграда на Регионалния център на Националния институт по метеорология и хидрология, бензиностанция „Юг Петрол“, мотел-ресторант „Белия камък“ и няколко автокъщи и търговски обекти.